# Торез Кулумбегов
Торез Георгійович Кулумбегов (* 2 вересня 1938, Сталінірі, Грузинська РСР — † 1 жовтня 2006, Москва, Росія) — грузинський проросійський політик, сепаратист, державний діяч Південної Осетії.
У різні періоди своєї діяльності працював у партійних та радянських органах, очолював Держтелерадіо Південної Осетії, до обрання на пост керівника республіки був директором Цхінвальської середньої школи № 2.

## Життєпис
Народився 2 вересня 1938 в родини революціонера та наукового діяча Південної Осетії Георгія Кулумбегова. Батьки дружили з родиною французького комуніста Моріса Тореза, на честь якого назвали свого сина.

## Кар'єра
З жовтня 1990 по вересень 1993 (з перервою) — голова Верховного ради Південної Осетії. На перші півтора року його керівництва республікою припало кровопролитне збройне протистояння з центральною владою Грузії та сепаратистський терористичний рух за відокремлення.
29 січня 1991 головою Верховної Ради Грузії (згодом — президентом) Звіадом Гамсахурдіа запрошений в Тбілісі на переговори. За сепаратизм і зазіхання на державний устрій та конституцію арештований та ув'язнений. Звільнений з в'язниці 7 січня 1992.
29 травня 1992 під його головуванням Верховна Рада, спираючись на підсумки псевдо-референдуму, проголосила незалежність Південної Осетії, яку не визнали розвинуті країни.
У жовтні 1993 склав з себе повноваження Голови Верховної Ради ПО.
1 жовтня 2006 помер у Москві після важкої хвороби. Похований у Цхінвалі.